# Договор по открытому небу
Догово́р по откры́тому не́бу, ДОН (англ. The Treaty on Open Skies) — многосторонний международный договор, разрешающий свободные полёты невооружённых разведывательных летательных аппаратов в воздушном пространстве стран-подписантов. Подписан 24 марта 1992 года в Хельсинки представителями 23 государств-членов Организации по безопасности и сотрудничеству в Европе (ОБСЕ). Целью договора является содействие укреплению доверия между государствами через совершенствование механизмов контроля за военной деятельностью и за соблюдением действующих договоров в области контроля над вооружениями.
В соответствии с Договором, государства, подписавшие его, взяли на себя обязательство предоставления возможности совершать наблюдательные полёты (инспекции) над своей территорией на основании запроса в рамках установленных квот. Полёты проводятся на уведомительной основе. Договор предусматривает «пассивные» (для наблюдаемой стороны) и «активные» (для наблюдающей стороны) годовые квоты.
Самолёты наблюдения не оснащены вооружением. Установленная на них аппаратура (аэрофотоаппараты) проходит освидетельствование представителями государств, участвующих в Договоре. На борту всегда присутствуют представители той страны, над территорией которой проходит полёт. Полёты осуществляются с определённых аэродромов. В России такие аэродромы расположены в Кубинке (Московская область), Улан-Удэ, Магадане и Воркуте.
На 2017 год участниками Договора являлись 34 государства. Российская Федерация ратифицировала Договор по открытому небу 26 мая 2001 года, однако фактически участвовала в нём с самого начала. 17 июня 2021 года Россия вышла из группы участников данного договора на основании Постановления правительства Российской Федерации от 16 июня 2021 года № 1611-р (решение вступило в силу 18 декабря 2021 года).
База обеспечения реализации Договора по открытому небу была сформирована на авиабазе в Кубинке 19 апреля 1994 года как отдельное подразделение. Позднее она вошла в состав 226-го отдельного смешанного авиаполка, выведенного из Германии.

## История
Впервые концепция открытого неба была предложена президентом США Дуайтом Эйзенхауэром на встрече с председателем Совета министров СССР Н. А. Булганиным в Женеве в 1955 году. Эйзенхауэр предложил договориться о наблюдательных полётах над территорией США и СССР для предотвращения внезапной атаки. Первый секретарь ЦК КПСС Н. С. Хрущёв отклонил это предложение, переговоры были прекращены после инцидента с американским разведывательным самолетом U-2 1 мая 1960 года (был сбит в воздушном пространстве СССР).
В 1989 году это предложение повторил президент США Джордж Буш.

### Грузинский кризис
6 апреля 2012 года Грузия заявила о прекращении своих обязательств перед Россией в рамках Договора по открытому небу.
По состоянию на 2021 год отказ Грузии все ещё в силе.

### Кризис 2014 года
В связи с появлением новых российских инспекционных самолётов в США прошла кампания по их запрету в связи с высокими разведывательными характеристиками. Пик кризиса пришелся на апрель 2014 года, когда американская газета Weekly Standard опубликовала письмо четырёх членов сенатского комитета по разведке, в котором заявлялось, что Россия вводит новые самолёты, которые «поддерживают оборудование для цифровой фотосъёмки, РЛС бокового обзора с синтезированной апертурой и инфракрасное оборудование». 15 апреля председатель комитета палаты представителей по делам вооружённых сил Майк Роджерс призвал президента Обаму отказать России в праве использовать новые российские самолёты в воздушном пространстве США. В ответ представитель МИД РФ Александр Лукашевич заявил, что «американская сторона долгое время занимает крайне неконструктивную позицию в отношении освидетельствования российской цифровой аппаратуры наблюдения, выдвигая требования, не предусмотренные Договором».
14 и 15 апреля США не воспользовались очередной возможностью инспекционного полета над Россией, выполнив очередной полет 21 апреля. 18 апреля США запретили России инспекционный полёт.

### Турецкий кризис 2016 года
В 2015—2016 годах произошло охлаждение российско-турецких отношений в связи с уничтожением российского Су-24 в Сирии. В феврале 2016 года Турецкая Республика не разрешила российским инспекторам провести очередной наблюдательный полёт.

### Выход США из договора
В ноябре 2019 года американское издание Defense News сообщило со ссылкой на высокопоставленные источники в администрации США, что до конца января 2020 года может быть принято решение о выходе из Договора. При этом Госдепартамент США предъявил России следующие претензии:
- Отказ России разрешить наблюдательные полёты в 10-километровом коридоре вдоль границы самопровозглашённых Абхазии и Южной Осетии. По словам Госсекретаря США Майка Помпео, таким образом Москва пытается продвигать свои утверждения, что эти оккупированные Россией (по мнению Помпео) территории являются независимыми государствами.
- Выделение аэродромов для заправки самолётов, совершающих полёты в рамках договора, на аэродромах, расположенных в Крыму, который США и подавляющее большинство стран мира считают территорией Украины. По словам Помпео: «Это тоже попытка продвинуть свои утверждения касательно аннексии полуострова, с которой США не соглашаются и никогда не согласятся».
- Установление ограничений на полёты над Калининградом — российским полуэксклавом, расположенным между странами Европейского союза. По утверждению Помпео, на этой территории сосредоточено значительное количество российского оружия, в том числе ядерные ракеты ближнего радиуса действия, нацеленные на страны НАТО.

Именно на этих обвинениях строится законопроект о выходе из Договора, внесённый 30 октября 2019 года на рассмотрение Сената.
21 мая 2020 года администрация США заявила о намерении выйти из Договора по открытому небу через шесть месяцев. Помощник президента США по национальной безопасности Роберт О’Брайен заявил, что Россия в рамках Договора по открытому небу следила за президентом США Дональдом Трампом. По его словам, представители страны летали над Белым домом, а также над гольф-клубом Трампа. «Они летали над Белым домом, они летали над гражданской инфраструктурой, они отслеживали, где может находиться президент: Кэмп-Дэвид или Бедминстер (резиденция и гольф-клуб. — прим.). Так что они использовали договор недолжным образом», — сказал О’Брайен.
22 ноября 2020 года США официально вышли из Договора по открытому небу.

#### Реакция на выход США из договора
Власти Германии и Швеции выразили сожаление в связи с выходом США из Договора по открытому небу. МИД ФРГ намерен попробовать убедить американскую сторону обдумать решение ещё раз. «Я очень сожалею в связи с объявлением правительством США желания выйти из ДОН. Этот договор является важной частью европейской архитектуры контроля над вооружениями… Решение правительства США вступит в силу только по истечении полугода. За это время мы совместно с нашими партнерами, которые придерживаются таких же убеждений, будем интенсивно работать над тем, чтобы правительство США пересмотрело свое решение», — сказал глава МИД ФРГ Хайко Маас. Он призвал Россию вернуться к полной реализации договора. По его мнению, на стороне России были сложности при его выполнении. Но глава МИД считает, что это не оправдывает выход США из ДОН. Германия не намерена отказываться от договора. «Для нас ясно: мы будем и дальше выполнять это соглашение и сделаем ставку на то, чтобы его сохранить», — сказал Маас. Глава МИД Швеции Анн Линде также выразила сожаление в связи с решением США. Она надеется, что американская сторона пересмотрит его. «Швеция сожалеет о том, что США объявили о своем намерении выйти из ДОН, который играет важную роль в укреплении доверия и безопасности в Европе. Швеция будет и впредь поощрять полное соблюдение со стороны всех членов и надеется, что США пересмотрят свое решение», — заявила Линде.
Высокий представитель Евросоюза по иностранным делам Жозеп Боррель выразил сожаление в связи с выходом США из Договора по открытому небу. Он призвал США пересмотреть это решение, а Россию — немедленно вернуться к полному выполнению договора. «Я сожалею о том, что США вышли из ДОН. Договор является ключевым элементом нашей архитектуры контроля над вооружениями и служит жизненно важной мерой укрепления доверия и безопасности. Договор обеспечивает прозрачность и предсказуемость. Это важный вклад в европейскую и глобальную безопасность и стабильность»,— говорится в заявлении господина Борреля. Он считает, что выход из договора — это не решение проблемы.
23 мая 2020 года группа западноевропейских стран заявила, что они сожалеют о решении президента США Дональда Трампа выйти из Договора открытого неба. Министерства иностранных дел Германии, Франции, Италии, Испании, Нидерландов, Бельгии, Португалии, Чехии, Люксембурга, Швеции и Финляндии выступили по этому поводу с совместным заявлением. «Договор по открытому небу является важнейшим элементом системы укрепления доверия, которая была создана в последние десятилетия в целях повышения прозрачности и безопасности в евро-атлантическом регионе», — говорится в этом совместном заявлении европейских стран. К этому заявлению не присоединились Великобритания, Норвегия и Польша.

### Выход России из договора
Первоначально, в ответ на выход США из договора российские власти утверждали, что Россия будет придерживаться и дальше соглашения, но при этом будет добиваться от стран-участниц соглашения возможности совершать полёты, в том числе над американскими объектами на их территории, а также выполнения договоренностей о неразглашении третьим странам информации, полученной в ходе наблюдательных миссий. В последующем, однако, 15 января 2021 года в МИД России заявили о начале внутригосударственных процедур по выходу России из ДОН, утверждая, что решение США нарушило баланс интересов государств-участников, а роль договора как инструмента укрепления доверия и безопасности была подорвана. Вечером того же дня оценку происходящему дала официальный представитель министерства Мария Захарова, заявив, что США более 13 лет не могли определиться с правилами проведения полётов над своими удаленными островными территориями, сократив, в нарушение договора, наблюдательные возможности в районе Гавайских островов на 260 километров, не имея на это права. Захарова назвала сложившуюся ситуацию неприемлемой и утверждала, что Россия продолжала предпринимать усилия по сохранению договора, несмотря на многочисленные нарушения со стороны американцев.
4 мая 2021 года Правительством Российской Федерации одобрено и представлено президенту РФ для внесения в Государственную думу предложение о денонсации договора. 11 мая законопроект о денонсации был внесён президентом в Государственную думу и 19 мая та проголосовала за денонсацию договора, 2 июня денонсацию одобрил Совет Федерации. 7 июня 2021 года Владимир Путин подписал данный законопроект. Решение вступило в силу 18 декабря 2021 года.

## Основные положения Договора
Договор состоит из преамбулы, 19 статей и 12 приложений.
В рамках Договора действует система квот на облёты. Так, в 2017 году Россия и Белоруссия (они считаются одной группой) имели право провести 42 миссии наблюдения над государствами — участниками Договора. Те, в свою очередь, были вправе провести 34 наблюдательных полёта над российской территорией.
Государства-участники Договора могут задействовать следующую аппаратуру наблюдения: оптические панорамные и кадровые фотоаппараты, видеокамеры с изображением на дисплее в реальном масштабе времени (разрешение на местности не выше 30 см), радиолокационные станции бокового обзора с синтезированной апертурой (разрешение не выше 3 м), инфракрасные устройства формирования изображения (разрешение не выше 50 см). В 2016 году Россия обратилась к другим участникам Договора с просьбой дать согласие на установку на самолётах «Открытого неба» Ан-30Б и Ту-154М-ОН новейших цифровых камер OSDCAM.

## Участники Договора
Участниками Договора по открытому небу являются 35 государств[когда?]:
- Белоруссия
- Бельгия
- Болгария
- Босния и Герцеговина
- Великобритания
- Венгрия
- Германия
- Греция
- Грузия
- Дания
- Исландия
- Испания
- Италия
- Казахстан
- Канада
- Латвия
- Литва
- Люксембург
- Нидерланды
- Норвегия
- Польша
- Португалия
- Румыния
- Словакия
- Словения
- Турция
- Украина
- Финляндия
- Франция
- Хорватия
- Чешская Республика
- Швеция
- Эстония

Киргизия подписала, но не ратифицировала договор. Канада и Венгрия являются странами-депозитариями Договора в знак признания их особого вклада в процесс его создания. Страны-депозитарии управляют документами Договора и оказывают административную поддержку.

## Инспекционная техника
- Boeing OC-135B
- Ту-214ОН

Полёты российской стороны над территориями США и Канады и удалённых европейских государств выполнялись на самолётах [Ту-154М Лк-1] и Ту-214ОН (см. Примечания). Для инспекций в Европе в основном использовался самолёт наблюдения Ан-30Б.
Американская сторона для полётов по программе «Открытое небо» в основном использовала самолёты типа OC-135B (модификация самолёта-заправщика Boeing KC-135 Stratotanker).
Другие самолёты наблюдения государств-участников Договора по открытому небу:

Ан-30 — Румыния;

Saab-340 (OS-100) — Швеция;

CN-235 (CASA) — Турция;

Ан-30Б — Украина;

Andover С.1 — Великобритания (использовался до 2008 года, списан).

В рамках «контейнерной» группы (Канада, Бельгия, Нидерланды, Люксембург, Франция, Греция, Италия, Португалия и Испания) эксплуатировались различные модификации транспортного самолёта C-130 Hercules.

### Комментарии
1. ↑  Были перечислены в заявлении Госсекретаря США Майка Помпео, опубликованном на сайте Госдепартамента.
2. ↑  В августе 2017 года,   российский самолёт-разведчик пролетел над Вашингтоном, в том числе и над Белым домом на высоте всего в 1100 метров[13]

### Сноски
1. ↑  Текст Договора по открытому небу Архивная копия от 12 апреля 2012 на Wayback Machine.
2. 1 2 3 4  Что такое Договор по открытому небу: Белый дом 21 мая объявил союзным государствам о том, что США в ближайшее время выйдут из Договора по открытому небу // Коммерсантъ. — 2018. — 14 августа. Архивная копия от 27 октября 2019 на Wayback Machine
3. 1 2  Россия официально вышла из Договора по открытому небу Архивная копия от 18 декабря 2021 на Wayback Machine. РБК, 18.12.2021
4. ↑  История Договора по открытому небу Архивная копия от 10 декабря 2023 на Wayback Machine — ТАСС
5. ↑  Грузия отказалась от обязательств в рамках Договора по открытому небу. РИА Новости (6 апреля 2012). Дата обращения: 12 марта 2014. Архивировано 12 марта 2014 года.
6. ↑  Грузия не намерена возвращаться к Договору по открытому небу. Дата обращения: 22 ноября 2020. Архивировано 21 июня 2021 года.
7. ↑  Россия и США разлетаются все дальше. Дата обращения: 12 сентября 2018. Архивировано 12 сентября 2018 года.
8. ↑  МИД РФ назвал причину отмены наблюдательного полёта США Архивная копия от 14 июля 2014 на Wayback Machine
9. ↑  Замминистра обороны: РФ отказала США в наблюдательном полёте из-за переноса сроков Архивная копия от 14 июля 2014 на Wayback Machine
10. ↑  СМИ: Над Россией пролетел американский самолёт-шпион Архивная копия от 2 мая 2014 на Wayback Machine
11. ↑  Pentagon Moves to Block Russian Spy Plane in American Skies. Дата обращения: 19 апреля 2014. Архивировано 5 декабря 2016 года.
12. ↑  Турция закрыла небо российским военным инспекторам. Дата обращения: 3 февраля 2016. Архивировано 3 февраля 2016 года.
13. 1 2  США вышли из Договора об открытом небе. Вернутся ли они обратно при Байдене? Архивная копия от 24 ноября 2020 на Wayback Machine, BBC, 24,11.2020
14. ↑  Небо закрывается раз. Россия предупреждает США о последствиях выхода из договора о взаимных разведывательных полётах. Газета «Коммерсантъ» (29 ноября 2019). — Выпуск № 220. Дата обращения: 30 ноября 2019. Архивировано 1 декабря 2019 года.
15. ↑  Трамп по договору об открытом небе: «Очень хороший шанс создать новое соглашение» (англ.). Fox Business (21 мая 2019). Дата обращения: 22 мая 2020. Архивировано 28 ноября 2020 года.
16. ↑  США заявили о слежке за Трампом в рамках Договора по открытому небу. Коммерсантъ (22 мая 2020). Дата обращения: 22 мая 2020. Архивировано 31 мая 2020 года.
17. ↑  США вышли из Договора по открытому небу. В МИД внимательно отслеживают ситуацию. www.fontanka.ru (22 ноября 2020). Дата обращения: 22 ноября 2020. Архивировано 22 ноября 2020 года.
18. ↑  США выходят из Договора по открытому небу. Interfax.ru. Дата обращения: 28 ноября 2020. Архивировано 28 ноября 2020 года.
19. ↑  США выходят из Договора по открытому небу. РИА Новости (22 ноября 2020). Дата обращения: 28 ноября 2020. Архивировано 27 ноября 2020 года.
20. ↑  Германия и Швеция сожалеют о выходе США из Договора по открытому небу. Коммерсантъ (22 мая 2020). Дата обращения: 23 мая 2020. Архивировано 31 мая 2020 года.
21. ↑  Евросоюз призвал США пересмотреть выход из Договора по открытому небу. Коммерсантъ (23 мая 2020). Дата обращения: 23 мая 2020. Архивировано 24 мая 2020 года.
22. ↑  Ministère de l'Europe et des Affaires étrangères. Communiqué des ministères des Affaires étrangères de la France, de l'Allemagne, de la Belgique, de l'Espagne, de la Finlande, de la Grèce, de l'Italie, du Luxembourg, des Pays-Bas, du Portugal, de la République Tchèque et de la Suède (22.05.20) (фр.). France Diplomatie - Ministère de l'Europe et des Affaires étrangères. Дата обращения: 17 июня 2020. Архивировано 17 июня 2020 года.
23. ↑  Россия не будет выходить из Договора по открытому небу. РИА Новости (22 мая 2020). Дата обращения: 17 июня 2020. Архивировано 17 июня 2020 года.
24. ↑  Лавров осудил действия США после выхода из Договора по открытому небу. РИА Новости (12 ноября 2020). Дата обращения: 7 декабря 2020. Архивировано 24 ноября 2020 года.
25. ↑  Россия начинает выход из Договора по открытому небу. RT на русском. Дата обращения: 15 января 2021. Архивировано 15 января 2021 года.
26. ↑  Екатерина Новикова. Захарова объяснила выход России из Договора по открытому небу. Известия (15 января 2021). Дата обращения: 15 января 2021. Архивировано 15 января 2021 года.
27. ↑  Постановление Правительства Российской Федерации от 04.05.2021 № 698 ∙ Официальное опубликование правовых актов ∙ Официальный интернет-портал правовой информации. publication.pravo.gov.ru. Дата обращения: 11 мая 2021. Архивировано 11 мая 2021 года.
28. ↑  Госдума денонсировала Договор по открытому небу. Дата обращения: 19 мая 2021. Архивировано 19 мая 2021 года.
29. ↑  Совфед одобрил денонсацию Договора по открытому небу. Коммерсантъ (2 июня 2021). Дата обращения: 2 июня 2021. Архивировано 2 июня 2021 года.
30. ↑  Russia Today. Путин подписал закон о денонсации Договора по открытому небу. Telegram. RT на русском. Дата обращения: 7 июня 2021. Архивировано 7 июня 2021 года.
31. 1 2  Разборки полётов. У России и США нашёлся ещё один повод для конфликта — «Открытое небо». Газета «Коммерсантъ» (30 сентября 2017). Дата обращения: 5 января 2018. Архивировано 6 января 2018 года.
32. ↑  Россия и США разлетаются всё дальше. Между Москвой и Вашингтоном нарастают противоречия в рамках Договора по открытому небу. Газета «Коммерсантъ» (22 мая 2018). — Выпуск № 86. Дата обращения: 12 сентября 2018. Архивировано 12 сентября 2018 года.
33. ↑  Над Россией пролетит военный Boeing США. Дата обращения: 12 сентября 2018. Архивировано 12 сентября 2018 года.
34. ↑  NTIP: Open Skies Aircraft and Sensors. Архивная копия от 15 сентября 2007 на Wayback Machine